# Eva Železniková
Eva Železniková, též Eva Železníková (7. června 1929 – ???), byla slovenská a československá politička Komunistické strany Slovenska, odborářská funkcionářka a poslankyně Sněmovny národů a Sněmovny lidu Federálního shromáždění za normalizace.

## Biografie
K roku 1981 se profesně uvádí jako předsedkyně Ústředního výboru Odborového svazu pracovníků potravinářského průmyslu. V letech 1978-1980 se zmiňuje jako účastníce zasedání Ústředního výboru Komunistické strany Slovenska.
Ve volbách roku 1981 zasedla do slovenské části Sněmovny národů (volební obvod č. 137 - Michalovce, Východoslovenský kraj). Ve volbách roku 1986 přešla do Sněmovny lidu (obvod Poprad). Ve Federálním shromáždění setrvala do ledna 1990, kdy rezignovala na svůj post v rámci procesu kooptací do Federálního shromáždění po sametové revoluci.
Později žila na území Česka. V rejstříku živnostníku se v letech 1992-2008 uvádí Eva Železníková, narozena 7. června 1929, bytem Praha. Předmětem jejího podnikání byly překlady textů.